# Andrew Sobczyk
Andrew Florian (Andy) Sobczyk (ur. 1915 w Duluth, zm. 7 listopada 1981) – amerykański matematyk polskiego pochodzenia zajmujący się analizą funkcjonalną oraz teorią sterowania. Udowodnił twierdzenia nazywane twierdzeniem Sobczyka i twierdzeniem Phillipsa-Sobczyka dotyczących istnienia rzutów na izomorficzne kopie przestrzeni c0 w przestrzeniach Banacha.

## Kariera
Stopnie bakałarza i magistra matematyki uzyskał na University of Minnesota. W swojej rozprawie doktorskiej pt. Projections in Minkowski and Banach Spaces napisanej w 1939 w Princeton University pod kierunkiem H.F. Bohnenblusta udowodnił wersję twierdzenia Hahna-Banacha dla zespolonych przestrzeni liniowych. Wynik ten opublikował wspólnie z Bohlenbustem w Bulletin of the American Mathematical Society. W latach 1939–1942 pracował na University of Oregon a następnie w Radiation Laboratories (M.I.T.) w Los Alamos. W późniejszych latach pracował kolejno w Boston University, University of Florida, Miami University oraz Southern Illinois University Carbondale. Osiadł na Clemson University, gdzie ostatecznie został profesorem (Samual Manor Martin Professor of Mathematics). Opublikował łącznie 22 prace oraz wypromował sześciu doktorantów.

## Życie prywatne
Zmarł 7 listopada 1981 z powodu nowotworu pozostawiając żonę Aurelię oraz piątkę dzieci. 